# Viola Davis
Viola Davis (n. 11 august 1965) este o actriță de film, teatru și televiziune, cunoscută pentru rolul menajerei Aibileen Clark din Culoarea sentimentelor, pentru care a fost nominalizată la Globul de Aur pentru cea mai bună actriță, BAFTA, Oscar și pentru care a câștigat un Premiu SAG.. În 2010 a câștigat Premiul Tony pentru cea mai bună actriță într-o piesă de teatru pentru rolul lui Rose Maxon din Fences.